# 2 Tone
2 Tone (lub Two Tone) – styl muzyczny powstały w drugiej połowie lat 70. w Wielkiej Brytanii z połączenia ska, punk rocka oraz nowej fali; podstawowy nurt tzw. „drugiej fali ska”.
Prekursorami gatunku byli młodzi brytyjscy muzycy, wychowani na muzyce jamajskiej lat 60. (przede wszystkim ska, ale także rocksteady i reggae). Zdecydowana większość z nich pochodziła z regionu West Midlands, zwłaszcza z miasta Coventry. Pierwsze założone przez nich zespoły to m.in. The Specials, The Selecter, The Beat, The Bodysnatchers, Bad Manners oraz Madness. Nazwę gatunek zawdzięcza Jerry'emu Dammersowi, liderowi pierwszej z wymienionych formacji i współzałożycielowi wytwórni 2 Tone Records, który chciał w ten sposób zaakcentować potrzebę jedności w czasach licznych napięć na tle rasowym na Wyspach. Symbolizująca ową solidarność czarno-biała szachownica znalazła się na zaprojektowanym przez niego (wspólnie z Horacem Panterem, basistą The Specials) logu 2 Tone. Oprócz niej widniał na nim również charakterystyczny wizerunek tzw. Walta Jabsco, przedstawiający tańczącą kreskówkową postać, ubraną w czarny garnitur, czarny krawat, białą koszulę, białe skarpetki, eleganckie pantofle oraz kapelusz typu „pork pie”. Nawiązywał on do stylu ubierania się brytyjskich rudeboys, będących obok skinheadów głównymi odbiorcami muzyki ska.
Szczyt popularności 2 Tone przypadł na początek lat 80. Wiele utworów znalazło się wówczas na wysokich pozycjach brytyjskich list przebojów, zaś sam fenomen ery „drugiej fali ska” został przedstawiony w filmie dokumentalnym w reżyserii Joego Masotta pt. Dance Craze (1981). Dalszy rozwój gatunku zahamowały jednak wkrótce notorycznie powtarzające się zamieszki podczas koncertów pomiędzy rudeboys, skinheadami i punkami, skutkujące nawet niekiedy zakazami występów nakładanymi na zespoły. Mimo to, niektóre formacje istnieją do dzisiaj, mając wciąż liczne grono fanów. 1 października 2010 w budynku należącym do Stowarzyszenia Studentów Uniwersytetu w Coventry otwarto Muzeum 2 Tone; w sierpniu 2011 roku zostało ono przeniesione w inne miejsce przy Walsgrave Road, tworząc tzw. „Wioskę 2 Tone” (2 Tone Village). Oprócz ekspozycji znalazły się w niej również m.in. kawiarnia, restauracja z kuchnią karaibską, ściana sław oraz liczne sklepy z pamiątkami.
Choć w Polsce nie istnieją żadne szerzej znane zespoły wykonujące 2 Tone, pewne elementy gatunku można odnaleźć w twórczości takich formacji jak deSka (Warszawa),  Sari Ska Band (Żory), Skauci (Olsztyn), Skapoint (Toruń) czy też B.B. Ribozo & The Banditos (Łowicz).